# Eublemma perinephela
Eublemma perinephela là một loài bướm đêm trong họ Erebidae.